# Flagge Kantabriens

Flagge Kantabriens
Seitenverhältnis 2:3

Die Flagge Kantabriens ist ein waagerecht in Weiß und Rot zu gleichen Breiten geteiltes  Flaggentuch.
Aus optischen Gründen ist das Wappen Kantabriens, wenn es verwendet wird, leicht nach oben verschoben aber sonst mittig aufgesetzt.

## Geschichte
Die Flagge wird häufig ohne Wappen dargestellt. Ihre Farben gehen auf das Wappen zurück. Der Wappenschild zeigt in seiner oberen Hälfte ein Ereignis aus dem Jahr 1248 als Kaufleute aus Kantabrien mit einem Schiff die Kettensperre des Hafens der maurischen Stadt Sevilla durchbrachen und somit Anteil an der Befreiung der Stadt hatten. Die untere Hälfte zeigt eine silberne Scheibe mit geometrischen Mustern.